# 크누센 확산
크누센 확산(Knudsen diffusion)은 물리학에서 시스템의 규모 길이가 관련 입자의 평균 자유 경로와 비슷하거나 작을 때 발생하는 확산을 가리킨다. 덴마크의 물리학자인 마르틴 크누센에서 이름을 땄다.
기체가 기공을 통과할 때, 기공의 크기가 분자의 평균 자유 이동거리보다 작을 수 있다. 이 때 다른 분자들과 충돌하는 분율보다 벽과 충돌할 분율이 더 크게 된다. 이러한 확산을 크누센 확산이라 한다. 한 분자가 움직이면서 다른 분자와 충돌할 때까지 움직이는 거리인 평균자유경로(MFP, mean free path) λ에 의존한다.